# Rottluff (Chemnitz)
Rottluff, Chemnitz-Rottluff – dzielnica miasta Chemnitz w Niemczech, w kraju związkowym Saksonia. 